# Белвју (Пенсилванија)
Белвју (енгл. Bellevue) град је у америчкој савезној држави Пенсилванија.

## Демографија
По попису из 2010. године број становника је 8.370, што је 400 (-4,6%) становника мање него 2000. године.
| Група             | 2000.         | 2010.         |
| Белци             | 8.145 (92,9%) | 7.162 (85,6%) |
| Афроамериканци    | 386 (4,4%)    | 748 (8,9%)    |
| Азијати           | 57 (0,6%)     | 90 (1,1%)     |
| Хиспаноамериканци | 71 (0,8%)     | 162 (1,9%)    |
| Укупно            | 8.770         | 8.370         |